# A Pokol kapuja
A Pokol kapuja (franciául: La Porte de l'Enfer) Auguste Rodin francia szobrászművész monumentális domborműve, amely Dante Alighieri Isteni színjátékának első színterében leírt pokolbéli jeleneteket ábrázol. A 6,35 méter magas, 4 méter széles és 0,85 méter mély szoboregyüttes 180 alakot tartalmaz, melyeknek nagysága 15 centiméter és több mint egy méter között változik. A művész 37 éven át, élete végéig dolgozott művén, amelynek számos alakját önállóan is elkészítette.

## Története
1877-ben a még kevésbé ismert Auguste Rodin Érckorszak című egész alakos szobrával nevezett a párizsi Salonra. A tökéletes izomzatú férfiakt túlságosan élethűre sikeredett, nem felelt meg a kor neoklasszikus eszményének. Az alkotás nem nyert ugyan, de nagy vitát váltott ki, aminek a vége egy állami vizsgálat lett. Az végül megállapította, hogy a művész az alkotásához nem élő alakról vett mintát használt, hanem saját kezével formázta meg a szobrot. A botrány és a vita miatt a francia közoktatási és képzőművészeti minisztérium felfigyelt Rodinre. Megvették tőle a szobrot, majd Edmond Turquet képzőművészeti államtitkár 1879-ben megbízta, hogy készítse el a Párizsi Kommün alatt 1871-ben felgyújtott egykori Orsay palota, az Államtanács és a Számvevőszék épülete helyén 1882-ben megnyitni tervezett Díszítőművészeti Múzeum főbejárati kapuját. Rodin úgy döntött, olyan témát választ, hogy a rágalmak ne ismétlődhessenek meg: Dante Poklának kapuját készíti el.
Miután Jules Ferry miniszter 1880. augusztus 16-i rendeletében hivatalossá tette „a Dante Isteni színjátékát ábrázoló domborművekkel keretezett díszkapu mintájának” megrendelését, Rodin nekikezdett a munkának. Két év intenzív kutatás és töprengés után készült el az első gipszminta.
A múzeum építésének megkezdését előbb halogatták, majd 1889-ben végleg felhagytak a tervvel, mivel az ingatlanra a Párizs–Orléans-i vasút fejpályaudvarát építették, hogy ott fogadhassák az 1900-as világkiállításra érkező illusztris vendégeket. Az állami múzeum tervének feladása miatt nem maradt, aki finanszírozta volna a szoborkompozíció bronzba öntését, így a művész tovább dolgozhatott a kompozíció alakjain. A figurák számos változtatáson mentek keresztül. 1898-ban végül Rodin úgy döntött, összeállítja mesterművét. Az 1900-as világkiállítás idején az Alma téren felállított pavilonban magánkiállítás keretében mutatta be A Pokol kapujának újabb gipsz változatát, amely viszont már nem volt nyitható, s amelyen a figurális elemek egy része nem szerepelt. A kiállítás után ez a gipszminta a pavilonnal együtt Meudonba került, ahol elemei ma is láthatók a Múzeumban.
1907 körül az alkotás már közel állt ahhoz, hogy fényűző, bronz és márvány ötvözésű változatban lássa meg a napvilágot, s a párizsi Luxembourg Múzeumba kerüljön, ahol az állam kortárs művészektől beszerzett alkotásait állították ki.
1917-ben, röviddel Rodin halála előtt, Léonce Bénédite művészettörténész, a Luxembourg Múzeum igazgatója, majd az 1916-ban megnyitott Rodin Múzeum első kurátora a művész beleegyezésével ismét összeállította A Pokol kapuját az 1899-ben előkészített öntőformák alapján. Ezt a gipsz szoborcsoportot tekintik az alkotás végleges változatának. Az 1960-as évek közepéig a Rodin Múzeumban állították ki, napjainkban az Orsay Múzeumban látható – földrajzilag azon a helyen, ahova eleve szánták.
Végül is az első példány elemeit ezen 1917-es gipszminta alapján öntötték bronzba homokformázási technikával 1925-ben a párizsi Rudier Öntődében, s állították össze a kaput három év alatt. A kész művet csak kilenc évvel később, 1938-ban avatták fel a párizsi Rodin Múzeum parkjában. 1945-ig a műhely további három példányt készített, melyek a philadelphiai Rodin Múzeumban, a zürichi Kunsthausban és a tokiói Nyugati Művészet Nemzeti Múzeumában láthatók. 1977 és 2015 között a Coubertin Öntöde (Saint-Rémy-lès-Chevreuse) újabb négy példányt készített viaszveszejtéses technikával, melyek az Iris & B. Gerald Cantor Vizuális Művészetek Központjában (Stanford Egyetem), a mexikóvárosi Soumaya Múzeumban, a szöuli Rodin Galériában, valamint Japánban, a Sizuoka prefektúra múzeumában találhatók.

## A mű ihletői

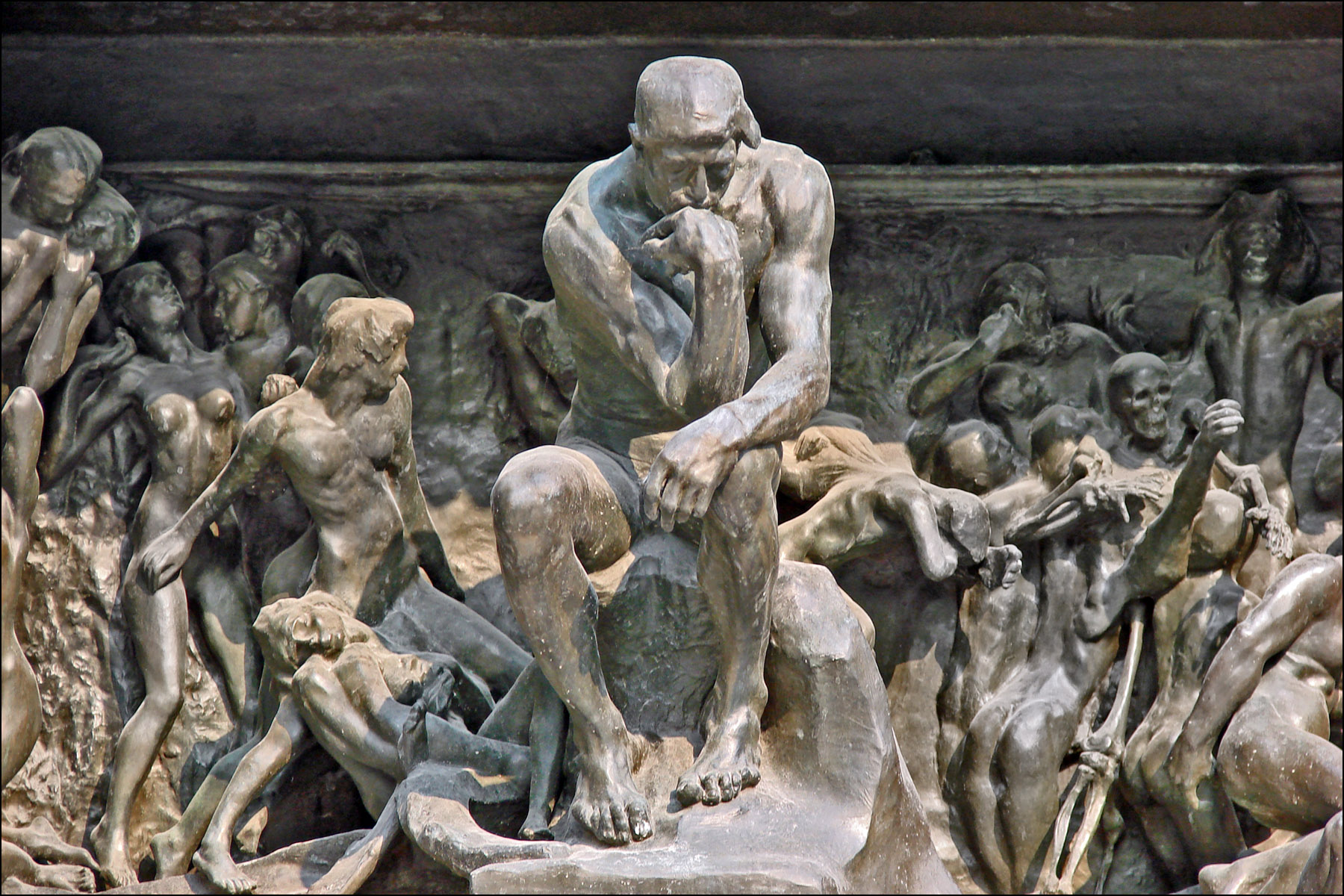
A gondolkodó a kapu homlokzatán a Rodin Múzeumban

A Pokol kapuja témájú művel korábban senki sem próbálkozott. Rodin azért választotta, mert csodálattal töltötte el Dante zsenije. Számára ő nemcsak látnok és író volt, hanem tömör, kifejező stílusú „szobrász” is. Művének A Pokol kapuja címet adta, reflektálva Lorenzo Ghiberti A Paradicsom kapuja című, 15. századi alkotására a firenzei Szent János keresztelőkápolnában, ami a költő művének harmadik helyszínén játszódó jeleneteket ábrázol az Ószövetség alakjaival.
Rodin elképzelése szerint az emberek a kapuhoz közeledve, esetleg lépcsőn felérkezve szembe találják magukat a szoborcsoporttal, rajta a Dante által megénekelt pokolbéli jelenetekkel: lezuhanó alakok, esdeklő bűnbánók, hiúság, árulás, paráznaság megszemélyesítői, éhhalálba küldött csecsemők, kétségbeesett életösztön, húsra éhező csontvázak. A kárhozottak vonaglása indafonatok szövevényeként tárul eléjük. Rodin mélyen tanulmányozta a Pokol köreit, s az évtizedeken át tartó módosítgatásokon egyre jobban átütött Dante drámaian megélt vallásossága; különösen a firenzei költő figyelmeztetése foglalkoztatta a Pokol bejárata felett: Ki itt belépsz, hagyj fel minden reménnyel. Egy 1900-ban adott interjúban Rodin azt mondta: „Egy teljes évet töltöttem együtt Dantéval, csak belőle és csak vele éltem, s megrajzoltam Poklának a nyolc körét. [...] Egy év elteltével azt vettem észre, ha rajzaim vissza is adják Dante elképzelését, nem eléggé valóságközeliek. És modelljeimmel dolgozva elölről kezdtem az egészet a természetből kiindulva.”
Dante művén kívül Rodinre hatással volt Michelangelo Buonarroti Az utolsó ítélet című freskója, Eugène Delacroix Dante bárkája (Vergilius és Dante a Pokolban címen is szerepel a szakirodalomban) című festménye, Honoré de Balzac Emberi színjátéka, 1884-től pedig Charles Baudelaire A romlás virágai című verseskötete, amelyhez Rodin illusztrációkat is készített.
A kompozíciót illetően a középkori katedrálisok voltak hatással Rodinre, amelyek ötvözték a magas és a lapos dombormű technikákat.

## Kiemelt, önálló alkotássá vált alakok

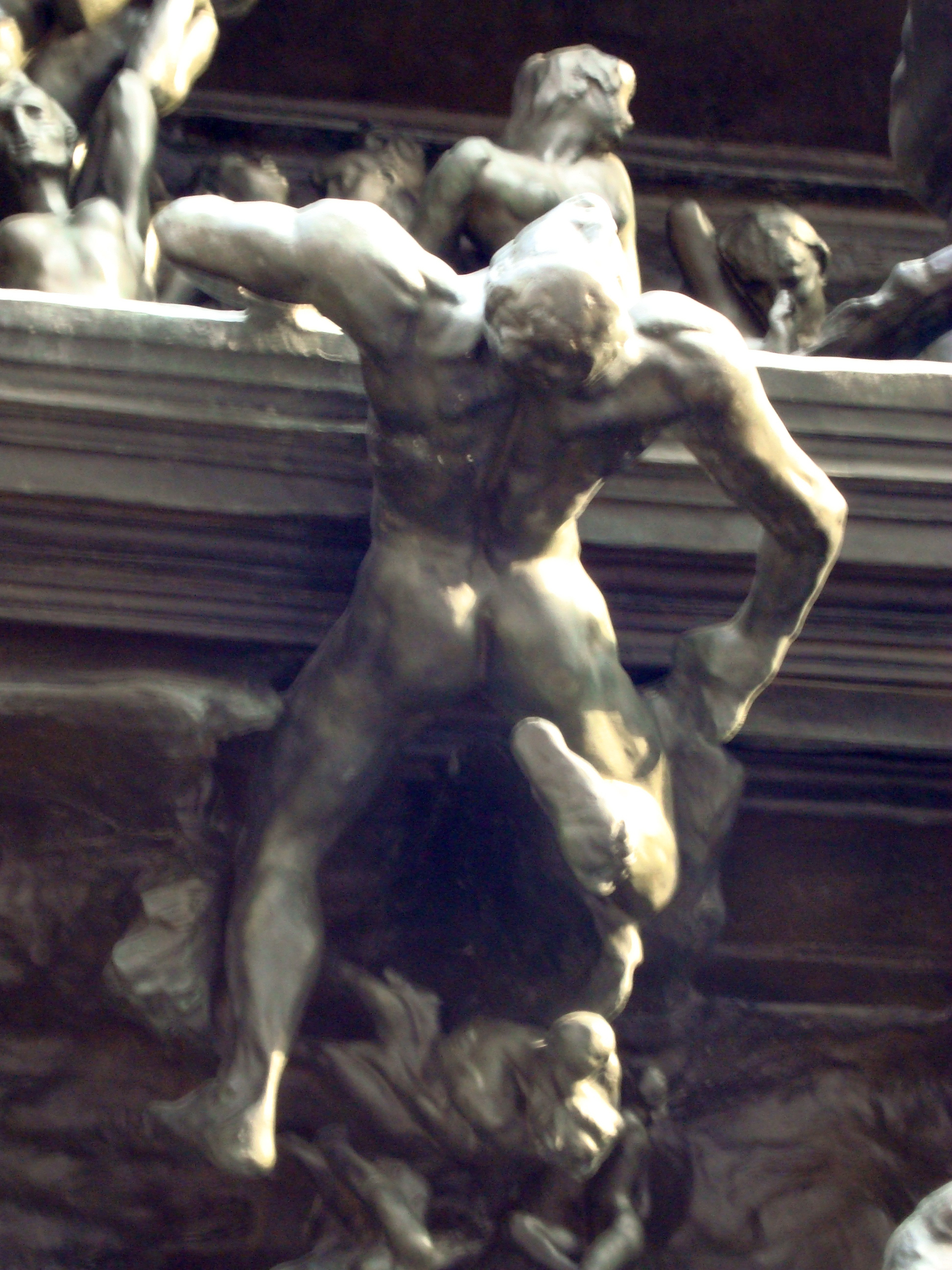
A lezuhanó férfi

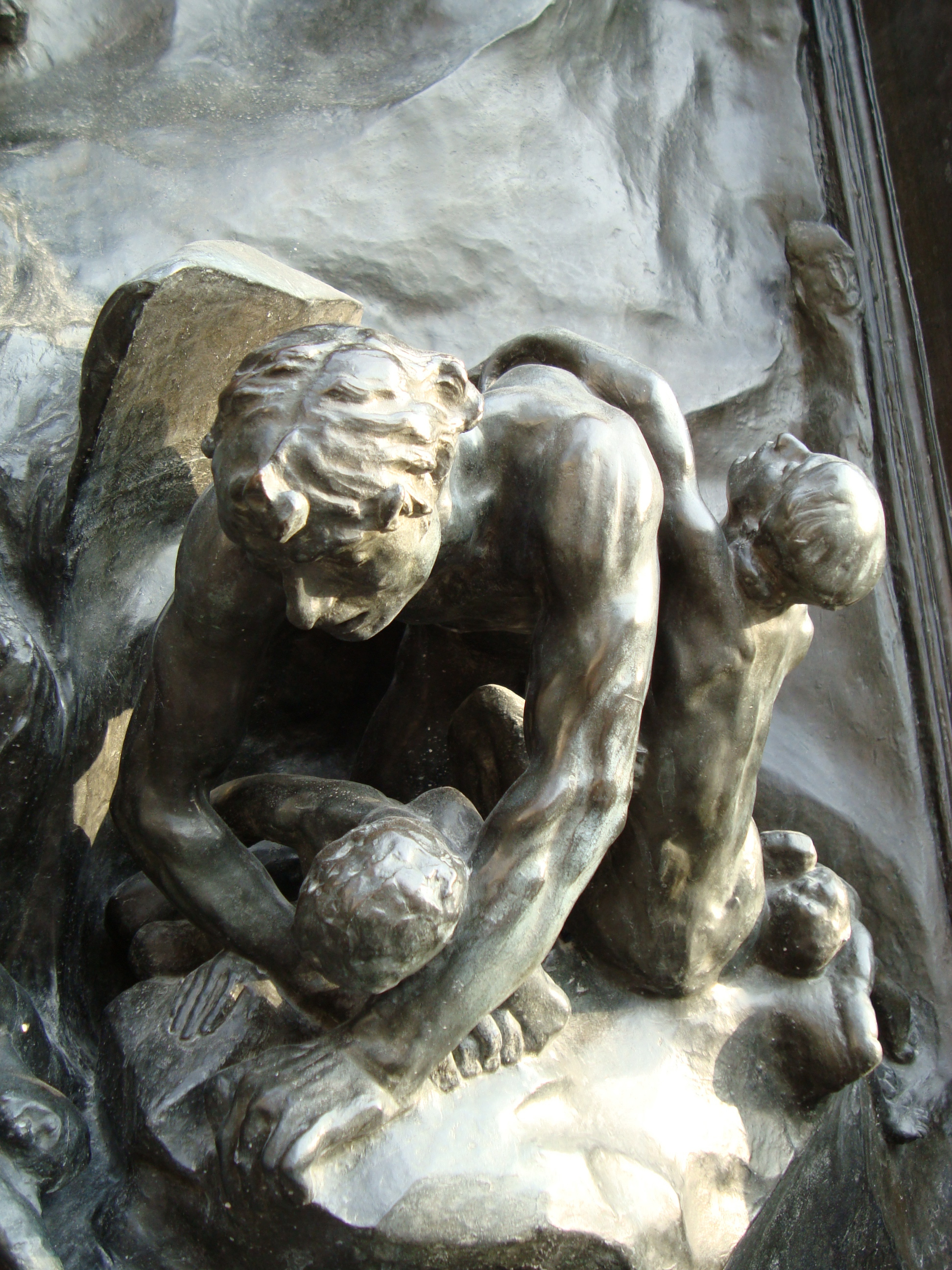
Ugolini és gyermekei

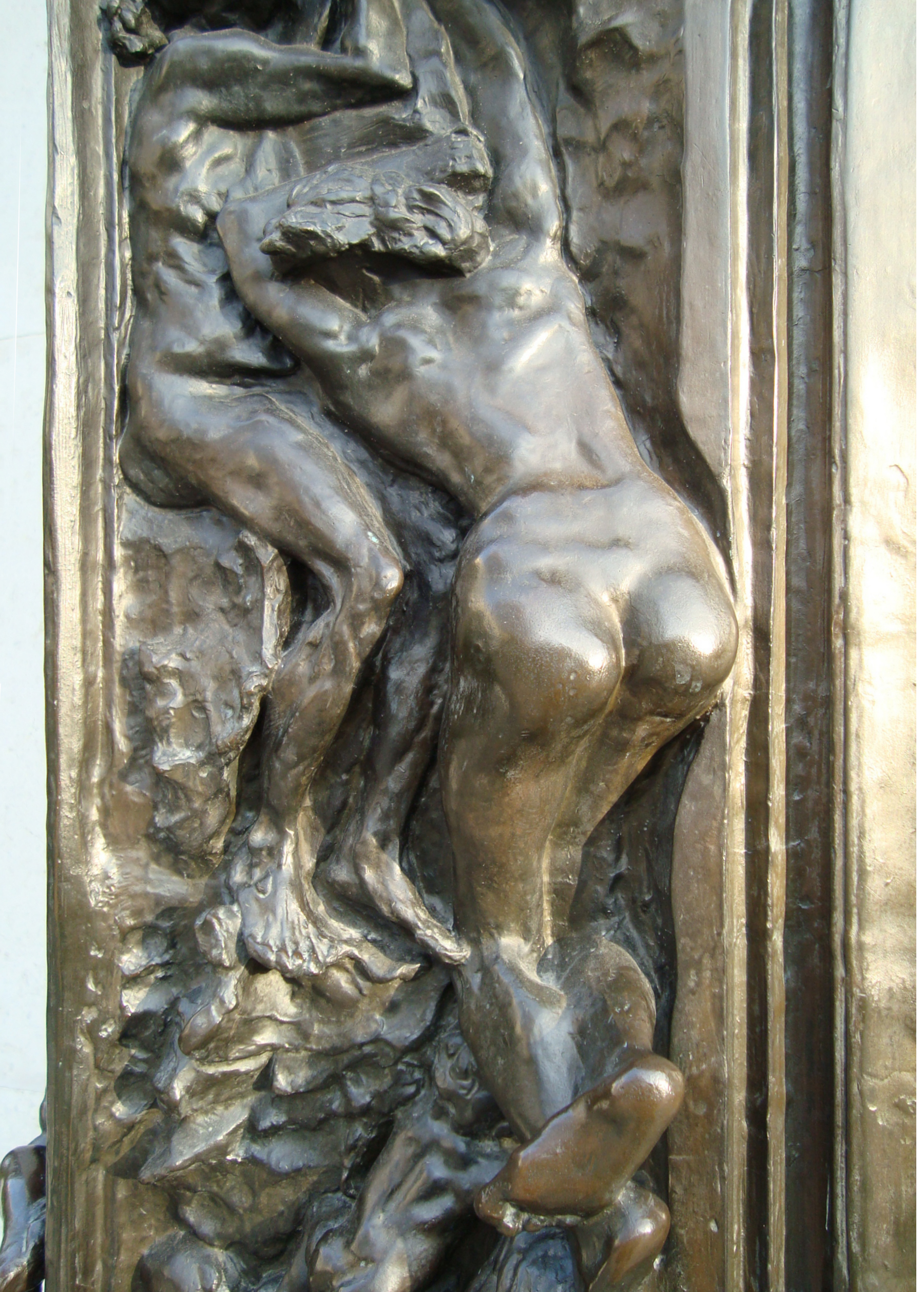
A bal pilaszter (Purgatórium) részlete

A Pokol kapuja Rodin számára nemcsak egy életen át tartó projekt volt, hanem egyfajta formatároló is, ahova időnként egy-egy témáért nyúlhat. A szoborcsoport alakjai közül felnagyítva több is önálló alkotássá vált:
- A gondolkodó (Le Penseur), kezdetben A költő (Le Poète) nevet viselte, főhelyen, A Pokol kapuja oromzatán helyezkedik el; eredetileg vélhetően Minószt ábrázolta.[3] A mai legelfogadottabb értelmezés szerint Dante az, aki lenéz az alvilág lakóira. Egy másik értelmezés azt sugallja, hogy a gondolkodó maga Rodin, aki kompozícióján töpreng. Mások úgy vélik, hogy ez a figura valószínűleg Ádám, és az eredendő bűn miatti pusztulást és bűnhődést szemléli. Valójában a konkrét megszemélyesítésen messze túllépve a meditáló-elmélkedő és teremtő ember sokkal általánosabb érvényű megtestesítője. A  különálló alakot először 1888-ban öntötték bronzba és állították fel Koppenhágában.
- A csók (Le Baiser) eredetileg az egyik kapuszárnyon volt, Paolo és Francesca da Rimini többi alakjával együtt, mert Rodin a kezdeti örömüktől a végső kárhozatukig akarta ábrázolni őket. A művész végül is úgy ítélte meg, hogy a boldogság és az érzékiség ezen ábrázolása nem egyeztethető össze projektje témájával, ezért 1887-ben egy sokkal drámaibb csoporttal (Ugolino) váltotta fel.
- Ugolino és gyermekei (Ugolin et ses enfants). Ugolino della Gherardescát ábrázolja, akit Dante szerint Pisa városának elárulása miatt gyermekeivel együtt halálra éheztettek, és éhségében saját halott fiait falta fel. (Dante, Inferno, Canto 33). Az Ugolino-csoportot 1882-ban öntötték külön bronzba.
- A három árny (Les Trois ombres) szoborcsoport eredetileg 98 cm magas. Az életnagyságnál nagyobb önálló kompozíció 1899-ben még három különálló figurából állt. Később Rodin az egyik kezüket középen összerakta, hogy így fűzze össze őket, a kisebb változathoz hasonlóan. Az alakok a kapun a lent bűnhődőkre mutatva a „Lasciate ogne speranza, voi ch'intrate” („Ki itt belépsz, hagyj fel minden reménnyel.”) mondatra utalnak a Pokol 3. énekéből.[9]
- Futó szerelem (Fugit amor) a jobb oldali kapun található, egyike a szerelmesek, Paolót és Francesca da Riminit ábrázoló kompozícióknak. A férfi alakot tékozlónak is nevezik.
- Paolo és Francesca, másik nevén Az elátkozott pár a Pokolban (Couple damné aux Enfers) látható a bal oldali ablaktáblán. Paolo megpróbálja elérni Francescát, aki úgy tűnik, hogy elúszik. 1897-től önálló alkotás.
- A meditáció (La Méditation) vagy A belső hang (La Voix intérieure) a timpanon legszélső részén jelenik meg, amelyet külön alakként 1896-ban  mutattak be.
- A nő, ki hajdan a szép csiszárné volt (Celle qui fut la belle heaulmière), nevezik Az öreg kurtizánnak is, egy idős női akt bronzöntvénye (1910). Eredeti neve François Villon verséből származik.[10]
- A kövét cipelő elesett kariatida a bal pilaszter tetején látható figura alapján készült, melyet Rodin 1881 körül nagyított fel, s egészített ki egy kőtömbbel.[11]
- Szép vagyok (Je suis belle) más néven az Elrablás 1882-ben öntött bronz szobor, amelyet Charles Baudelaire A romlás virágai versgyűjteménye ihletett. Az alkotás eredetije a kapu jobb pilaszterének tetején látható, ami a timpanon két eleme, a Guggoló nó és A lezuhanó férfi alakjának összeillesztésével készült.
- Az örök tavasz (L'Éternel printemps) 1884-ben készült. Több különféle változatban létezik, márványban és bronzban egyaránt. Hasonlóan A csók kompozícióhoz, eredetileg ez is A Pokol kapujának egyik darabja volt, de Rodin végül levette.
- A kétségbeesés (Le Désespoir) különféle változatokban található meg a bal és a jobb oldali ajtólapon; az 1890-es évek eleje óta önálló alkotás.
- A térdelő női Faun alakja 1884 körül született meg, először 1887-ben öntötték bronzba. A timpanon bal oldalán található, a hátteret képező domborművek előtt.
- Ádám és Éva. Rodin további forrásokat kért az igazgatóságtól Ádám és Éva önálló szobrai számára, amelyek a Pokol kapuját keretezték volna. A művész azonban úgy találta, hogy nem tudja rendbe hozni Éva alakját. Több változatban is elkészítette, ám végül egyiket sem használta fel. Később mindegyiket eladták.

## Képgaléria
- Orsay Múzeum (Párizs)
- Rodin Múzeum (Párizs)
- Rodin Múzeum (Philadelphia)
- Nyugati Művészet Nemzeti Múzeuma (Tokió)
- Kunsthaus (Zürich)

## Fordítás
- Ez a szócikk részben vagy egészben  a   The Gates of Hell című angol Wikipédia-szócikk ezen változatának fordításán alapul.  Az eredeti cikk szerkesztőit annak laptörténete sorolja fel. Ez a jelzés csupán a megfogalmazás eredetét és a szerzői jogokat jelzi, nem szolgál a cikkben szereplő információk forrásmegjelöléseként.